# Hans Joachim Brand
Hans Joachim Brand (geboren 7. Januar 1927 in Altmorschen im Kreis Melsungen; gestorben 14. Juli 2008 in Hannover) war ein deutscher Rechtsanwalt und Notar.

## Leben
Brand studierte Theologie und Rechtswissenschaften an der Georg-August-Universität in Göttingen.
In der Nachkriegszeit fungierte er von 1955 bis 1957 zunächst als Richter im Oberlandesgericht, Bezirk Celle, ab 1957 als Rechtsanwalt sowie von 1969 bis 2003 auch als Notar. Parallel dazu arbeitete er ab 1967 zugleich als Notar in Hannover.
Von 1974 bis 1977 war Brand Mitglied im Vorstand der Notarkammer Celle, ab 1971 auch Vorstandsmitglied der Rechtsanwaltskammer Celle. Ebenfalls ab 1971 und bis 1975 fungierte er als Präsident der Konföderationssynode der evangelischen Kirchen in Niedersachsen. Von 1977 bis 1995 amtierte er als Präsident der Rechtsanwaltskammer Celle.
Für seine Verdienste wurde Hans Joachim Brand mit der Verleihung des Großen Verdienstkreuzes des Verdienstordens der Bundesrepublik Deutschland ausgezeichnet.
Brand starb 2008 im Alter von 85 Jahren. Nach eine Trauerfeier in der evangelisch reformierten Kirche Hannovers wurde er auf dem Stadtfriedhof Engesohde beigesetzt.

## Schriften (Auswahl)
- Vergangenes heute. Historisches und Persönliches aus der Rechtsanwaltskammer Celle, 2., durchgesehene und erweiterte Auflage, Celle: Rechtsanwaltskammer, 2004, ISBN 3-00-007147-4